# 場の量子論の歴史
場の量子論の歴史は、場の量子論が成立する歴史的背景について述べる。

## 概要
場の量子論の歴史は、1920年代後半にポール・ディラックが電磁場の量子化を試みたことから始まった。この理論の主要な進展は1950年代になされ、量子電磁力学 (QED) の導入へとつながった。QEDは大変な成功を収め、当然の流れとして、同様の基本概念を用いて他の自然界の力を理論化する努力が行われた。これらの努力により、ゲージ理論を強い相互作用および弱い相互作用に適用することに成功し、素粒子の標準模型が打ち立てられた。同様の理論を用いて重力を記述する試みは現在のところ成功していない。場の量子論の研究は未だ存続しており、この手法を多くの物理学の問題に適用することが盛んに行われている。これは、今日の理論物理学の最も活発な領域の一つであり、物理学の多くの領域で共通の言語として使われている。

## 基礎理論
初期の場の理論は、ウラジミール・フォック、ヴォルフガング・パウリ、ヴェルナー・ハイゼンベルク、ハンス・ベーテ、朝永振一郎、ジュリアン・シュウィンガー、リチャード・ファインマンおよびフリーマン・ダイソンらの努力によって構築された。場の量子論の初期の発展段階は、1950年代に量子電磁力学の理論が完成したことによって最盛期を迎えた。

## ゲージ理論
ゲージ理論は定式化され量子化されており、これによって素粒子物理学の標準模型に組み込まれている力の統一が導かれている。この努力は、1950年代の楊振寧およびロバート・ミルズらの研究によって始められ、1960年代マルティヌス・フェルトマンらによって継続され、1970年代にヘーラルト・トホーフト、フランク・ウィルチェック、デイビッド・グロスおよびH. デビッド・ポリツァーらによって完成された。

## グランド・シンセシス
凝縮系物理における相転移を理解するための研究が並行して進められ、繰り込み群の研究が導かれた。そして、この研究は場の量子論を通じて素粒子物理および凝縮系物理を統一する理論であるグランド・シンセシス (grand synthesis) を導いた。これは、1970年代のマイケル・フィッシャーおよびレオ・カダノフの研究などによってなされ、ケネス・ウィルソンによる場の量子論の独創的な再定式化につながった。

## 現代的な発展
- en:Topological quantum field theory (TQFT)
- en:Axiomatic quantum field theory
- en:Local quantum field theory
- en:Algebraic quantum field theory
- en:Quantum algebra[1][2]